# Lipocheilus carnolabrum
Lipocheilus carnolabrum – gatunek morskiej ryby z rodziny lucjanowatych (Lutjanidae), jedyny przedstawiciel rodzaju Lipocheilus. Poławiany jako ryba konsumpcyjna.

## Występowanie
Indo-Pacyfik – od Morza Arabskiego po Vanuatu, na północ po wyspy Riukiu i na południe po północne wybrzeża Australii; na głębokościach 90–340 m p.p.m.

## Opis
Osiąga do 50 cm długości standardowej. 